# Stadthaus (Winterthur)

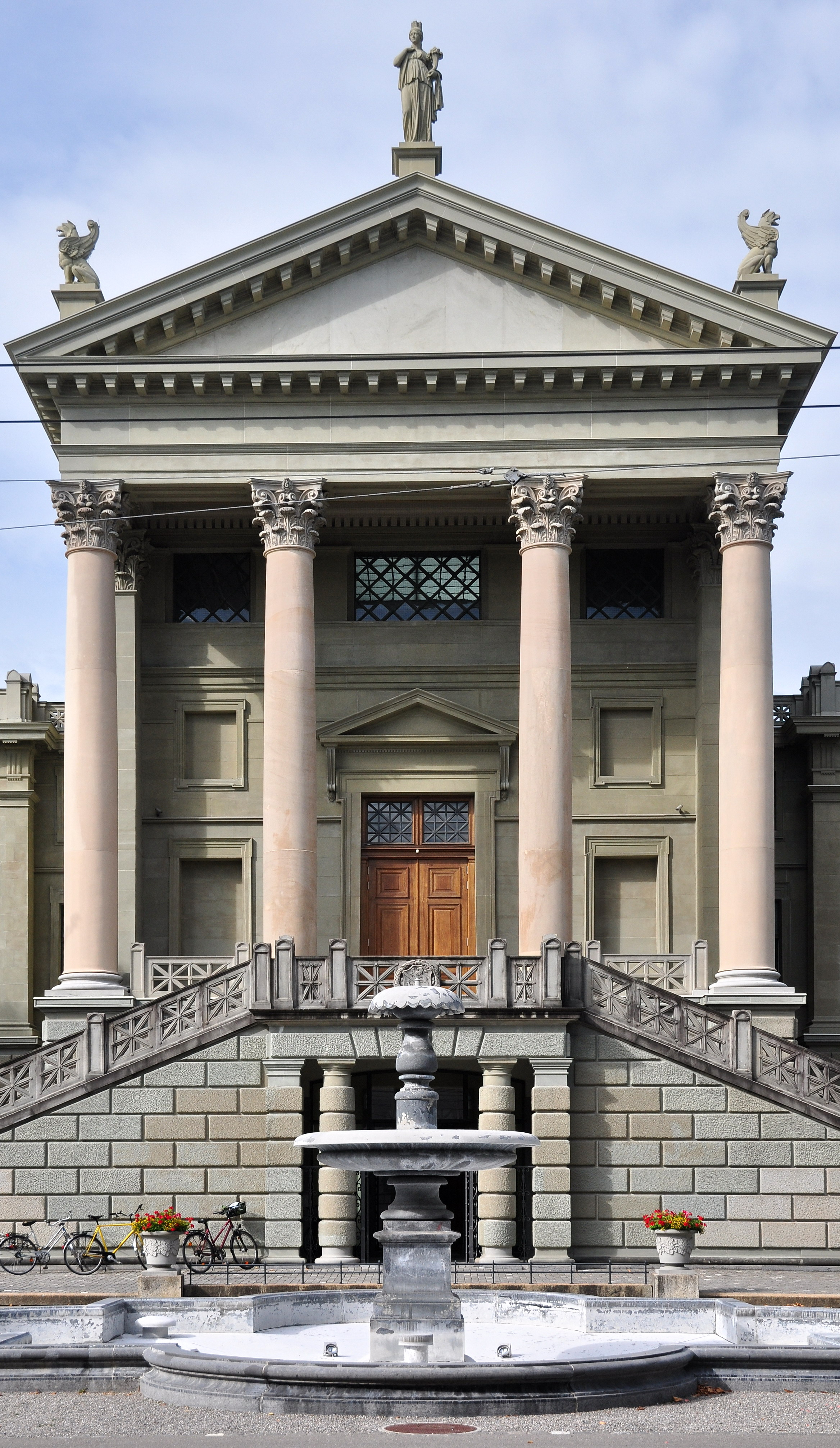
Der Mittelbau mit Giebelfiguren auf der Süd-/Frontseite

Das Stadthaus war bis 2015 Regierungssitz des Winterthurer Stadtrats. Das 1869 vollendete repräsentative Stadthaus ist eines der bedeutendsten Werke des Architekten Gottfried Semper und gilt als eines der herausragendsten Werke des Historismus in der Schweiz.

## Geschichte
1863 beschloss das von den Demokraten regierte Winterthur den Bau eines repräsentativen Stadthauses. Das Projekt des Architekten Semper wurde 1865 bis 1869 erbaut. Am 30. Oktober 1870 fand die erste Bürgerversammlung im heutigen Konzertsaal statt. Der Vorplatz mit dem klassizistischen Stadthausbrunnen wurde 1871 vom Stadtbaumeister Karl Wilhelm Bareiss erbaut.
1915 musste man aus Sicherheitsgründen die nicht witterungsbeständigen Giebelfiguren wieder entfernen, diese wurden dann auch 1932–1934 bei der Erweiterung des Stadthauses durch Architekt Leberecht Völki um zwei weitere Fensterzeilen nach hinten nicht ersetzt. 2003 bis 2007 wurde die Fassade des Gebäudes renoviert, 2005 und 2007 wurden auch die neu erstellten Giebelfiguren wieder aufgesetzt.

## Architektur
Das monumentale Sandsteingebäude besitzt eine zum ersten Stock führende klassizistische Freitreppe. Das Stadthaus umfasste bis zu seinem Ausbau fünf, nach seinem Ausbau in den 1930er-Jahren sieben Fensterzeilen. Die Fassade des Erdgeschosses ist im rustizierten Stil gehalten. Der Mittelbau des Stadthauses erinnert an einen korinthischen Tempel mit vier Säulen.
Als Giebelfiguren befinden sich auf der Südseite die Vitodura genannte griechische Göttin der Gerechtigkeit und Winterthurs Schutzherrin Nemesis und auf dem Nordgiebel die griechische Gottheit der Weisheit Athene, jeweils flankiert von zwei Greifen auf jeder Seite.
Das Stadthaus musste bei seiner Erbauung auch zu bereits bestehenden Bauten an der Stadthausstrasse passen wie das Altstadt-Schulhaus und das Museum Oskar Reinhart (damals Knabengymnasium).

## Nutzung heute
Der frühere Gemeindesaal wird seit 1934 als Konzertsaal genutzt, in dem regelmässig Konzerte des Orchesters Musikkollegium Winterthur stattfinden. Auch im Stadthaus befinden sich das Stadtarchiv und die Stadtkanzlei von Winterthur. Seit dem Umzug in den Superblock 2015 sind Büros des Stadtpräsidenten und der Stadträte für die Departemente «Finanzen» und «Sicherheit und Umwelt» nicht mehr im Gebäude untergebracht.